# 元老院廣場

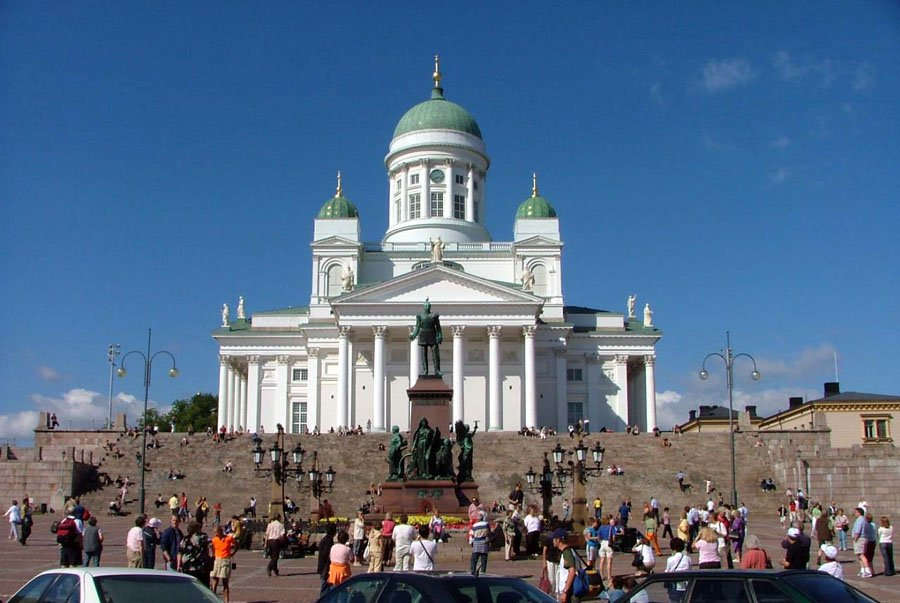
夏天元老院广场上的游客，背景是赫尔辛基主教座堂

元老院廣場（芬蘭語：Senaatintori）是位於芬蘭首都赫爾辛基市中心的一個廣場。赫爾辛基的政治、宗教、科學和商業中心都位於元老院廣場。元老院廣場是赫爾辛基歷史最悠久的地區，這一地區的著名地標包括赫尔辛基主教座堂、政府宮、赫爾辛基大學的主樓等建築。